# Leandra maguirei
Leandra maguirei är en tvåhjärtbladig växtart som beskrevs av John Julius Wurdack. Leandra maguirei ingår i släktet Leandra och familjen Melastomataceae. Inga underarter finns listade i Catalogue of Life.